# Nieuwland (Hoorn)
Het Nieuwland is een straat aan weerszijden van de Nieuwlandgracht in het centrum van de Noord-Hollandse stad Hoorn. Er bevinden zich twee rijksmonumenten in de straat, te weten het Kippebruggetje en het pand op nummer 11. De Waterpoortbrug ligt over een gedeelte van de gracht, maar niet aan de straat zelf. Deze brug ligt aan de Noorderstraat en wordt dan ook wel de Noorderstraatbrug genoemd.

## Geschiedenis
Tot 1508 lag de grond die later het Nieuwland zou worden nog buiten de veste van de stad Hoorn, bebouwing liet echter tot 1560 op zich wachten. Als eerste werd de oostelijke zijde bebouwd, gedurende de laatste kwart van de 16e eeuw werd de westelijke zijde van de straat bebouwd. Rond deze tijd werd ook het water van het Gouw via de Turfhaven naar de straat geleid die nu de naam Gouw draagt. In 1584 wordt een dam geplaatst tussen de huidige Gedempte Turfhaven en het Nieuwland, op de plek van de dam staat nu het beeld van Theodorus Velius.

## Naam
Waar de naam Nieuwland vandaan komt is onduidelijk. Het zou, net als het verderop gelegen Dal, kunnen duiden op de lage ligging. Maar het is eveneens mogelijk dat het gaat om ingepolderd land. 

## Galerij

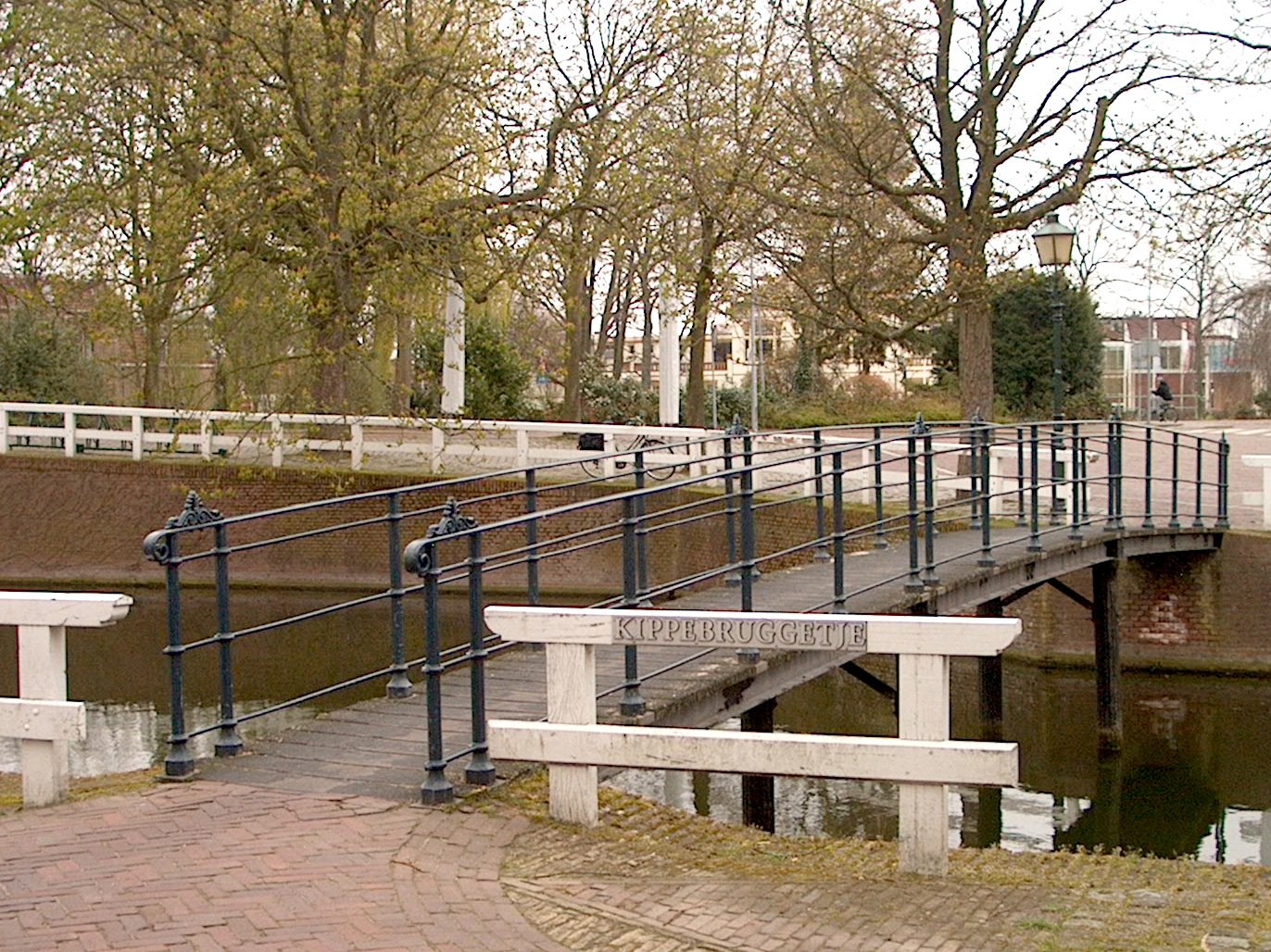
Het Kippebruggetje
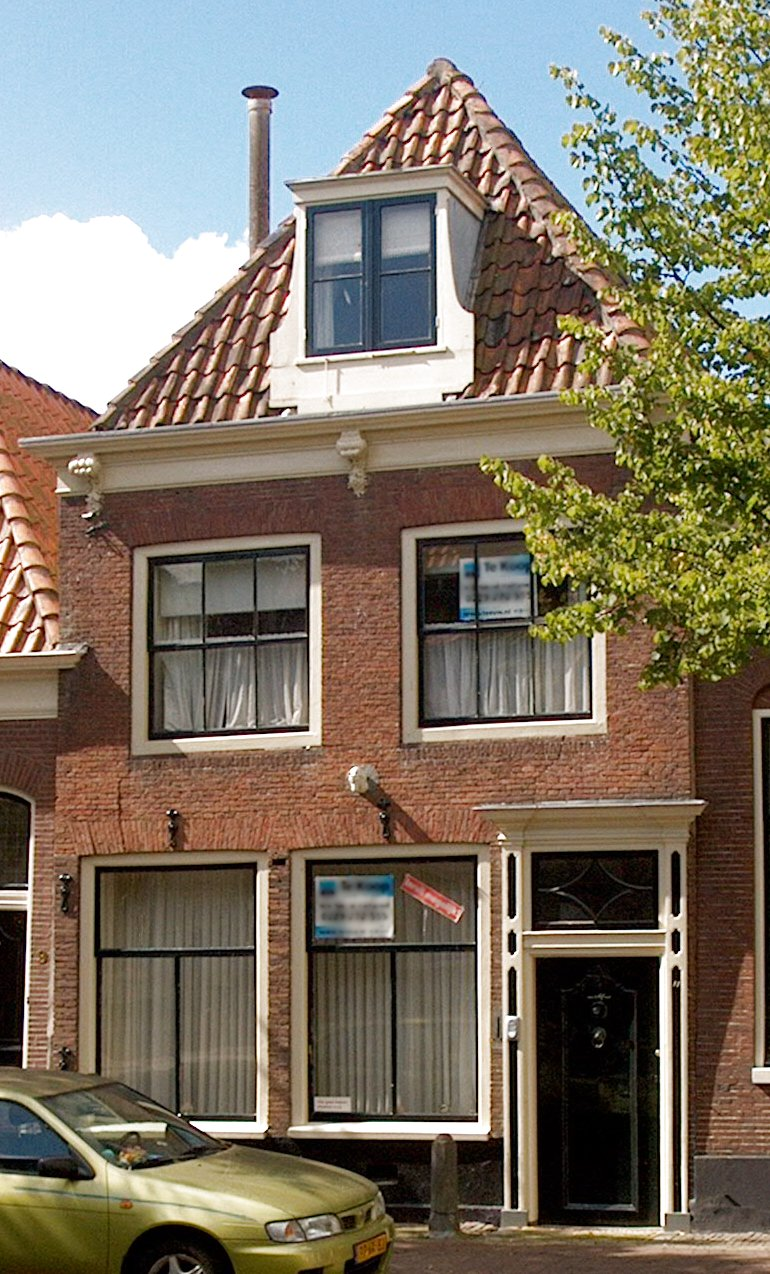
Nieuwland 11
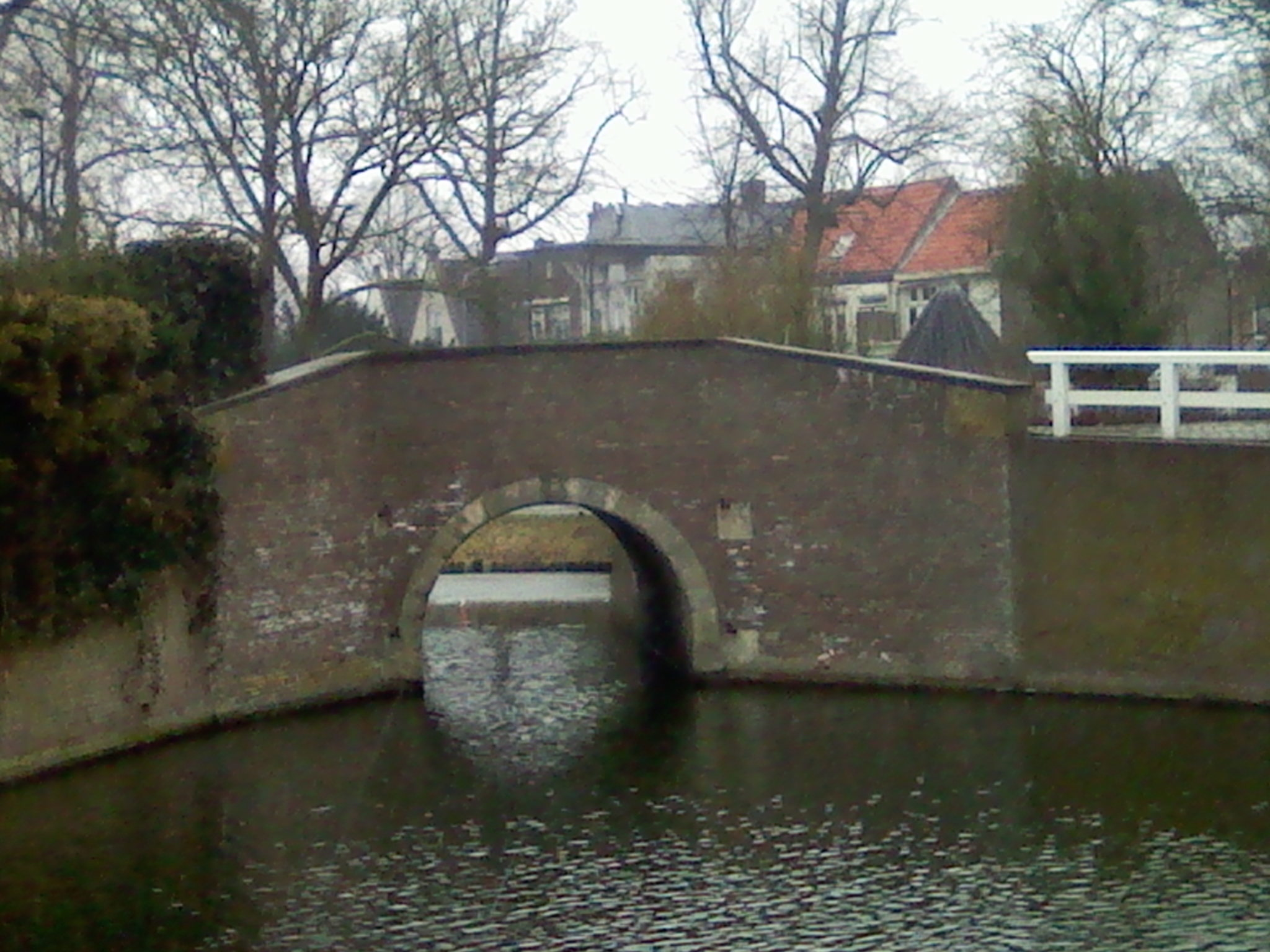
De Waterpoortbrug, gezien vanaf de hoek Munnickenveld en Nieuwland (oostzijde)

Straten: ABC
· Achter de Vest
· Achter op 't Zand
· Achterom
· Achterstraat
· Appelhaven
· Baanstraat
· Bierkade
· Binnenluiendijk
· Breed
· Breestraat
· Buurtje
· Dal
· Draafsingel
· Dubbele Buurt
· G.J. Henninkstraat
· Gasfabriekstraat
· Gedempte Appelhaven
· Gedempte Turfhaven
· Gerritsland
· Gouw
· Grashaven
· Gravenstraat
· Grote Noord
· Grote Oost
· Hoge Vest
· Jeudje
· Italiaanse Zeedijk
· Keern (gedeeltelijk)
· Kerkstraat
· Kleine Noord
· Kleine Oost
· Koepoortsweg (gedeeltelijk)
· Korenmarkt
· Korte Achterstraat
· Kruisstraat
· Kuil
· Lange Kerkstraat
· Lindestraat
· Munnickenveld
· Muntstraat
· Nieuwe Noord
· Nieuwendam
· Nieuwland
· Nieuwstraat
· Noorderstraat
· Onder de Boompjes
· Oude Doelenkade
· Pakhuisstraat
· Peperstraat
· Ramen
· Scharloo
· Schuijteskade
· Slapershaven
· Spoorstraat
· Trommelstraat
· Turfhaven
· Veemarkt
· Veermanskade
· Venidse
· Vijzelstraat
· Vismarkt
· Visserseiland
· Vollerswaal
· West
· Westerdijk
· Wisselstraat
· Zon

Pleinen: De Driestal
· Kazerneplein
· Kerkplein
· Koepoortsplein
· Noorderveemarkt
· Roode Steen
· Vale Hen

Stegen: 't Glop
· Appelsteeg
· Arminiaanse Glop
· Bagijnensteeg
· Bottelsteeg
· Bottersteeg
· Broeksteeg
· Brouwerijsteeg
· Clara's Klooster
· De Zak
· Duinsteeg
· Foreestensteeg
· Geldersesteeg
· Gortsteeg
· Hanekamsteeg
· Hemelsteeg
· Hoogesteeg
· Jan Haringsteeg
· Jan van Necksteeg
· Jeroenensteeg
· Kleine Havensteeg
· Kloppoort
· Knipboogsteeg
· Mallegomsteeg
· Melknapsteeg
· Molsteeg
· Mosterdsteeg
· Nieuwsteeg
· Oosterkerksteeg
· Paardensteeg
· Paradijssteeg
· Pieterseliesteeg
· Pompsteeg
· Proostensteeg
· Schellinkhoutersteeg
· Schoolsteeg
· Schotland
· Sliep Schaar en Messteeg
· Slijksteeg
· Smelterssteeg
· Tempelsteeg
· Turfsteeg
· Watertje
· Wester St. Jansteeg
· Wijdebrugsteeg
· Wijdesteeg
· Zevenhoeksesteeg
· Zoutkeetsteeg